# ديميتريوس ستافروبولوس
ديميتريوس ستافروبولوس (باليونانية: Δημήτρης Σταυρόπουλος)‏ هو لاعب كرة قدم يوناني في مركز الدفاع، ولد في 1 مايو 1997 في أثينا في اليونان. لعب مع نادي بانيونيوس.

## وصلات خارجية
- ديميتريوس ستافروبولوس على موقع قاعدة بيانات كرة القدم.إي يو (الإنجليزية)
- ديميتريوس ستافروبولوس على موقع Soccerway.com (الإنجليزية)
- ديميتريوس ستافروبولوس على موقع عالم كرة القدم.نت (الإنجليزية)